# La peste (ceroplastica)
La peste è un gruppo scultoreo in cera realizzato dall'abate scultore Gaetano Zumbo (o Zummo), iniziatore della ceroplastica anatomica ad uso medico-didattico e tra i maggiori maestri del suo tempo in questa tecnica.

## Storia
Il teatrino in cera con la raffigurazione della peste è conservato nel Museo La Specola con altre tre analoghe composizioni dello stesso Zumbo: il Trionfo del tempo, il Mal Gallico (cioè la sifilide) e la Corruzione dei corpi (o Sepolcro).
Anche per la ceroplastica della peste si è inizialmente pensato che essa fosse stata realizzata a Firenze negli anni passati dallo Zumbo al servizio della corte granducale come è sicuro sia accaduto per le altre ora a La Specola.
Studi successivi però, sulla base della forte assonanza tra questa composizione e i bozzetti di Mattia Preti per la realizzazione degli affreschi per le porte di Napoli - grande ex voto per la fine della terribile pestilenza partenopea del 1656 - collocano l'opera dello Zumbo piuttosto negli anni trascorsi dal ceroplasta siracusano a Napoli, città che egli abbandonò proprio per trasferirsi, nel 1691, presso la corte dei Medici chiamatovi da Cosimo III. Zumbo forse portò con sé il manufatto in Toscana, quale saggio dimostrativo delle sue capacità di modellatore della cera, oppure la scultura fu acquistata direttamente a Napoli per conto del granduca, che l'apprezzò a tal punto da volere l'autore al suo servizio.
Vari decenni dopo, per decisione di Pietro Leopoldo d'Asburgo-Lorena i teatrini di Gaetano Zumbo (eccetto quello del Mal Gallico che nel frattempo era stato donato dai Medici alla famiglia Corsini) vennero trasferiti dalle collezioni granducali al neo-istituito Reale Museo di fisica e storia naturale di Firenze, parte delle cui raccolte, comprese le ceroplastiche medicee, furono poi trasferite a La Specola dove si trovano tuttora.
La pubblica esposizione di queste opere dello Zumbo ne favorì la conoscenza: sono menzionate in vari diari di viaggio ove sempre se ne sottolinea, sia pure con ammirazione per la superba maestria del ceroplasta, il senso di raccapriccio che esse suscitano. Tra queste memorie degna di nota è la testimonianza lasciata dal Marchese de Sade sulle cere osservate a Firenze durante il suo viaggio in Italia. Tanto annota de Sade:
Perdurante deve essere stato l'impatto delle macabre composizioni dello Zumbo sulla fantasia del Divin marchese che le descrisse nuovamente nel romanzo Juliette, ovvero le prosperità del vizio (1800).

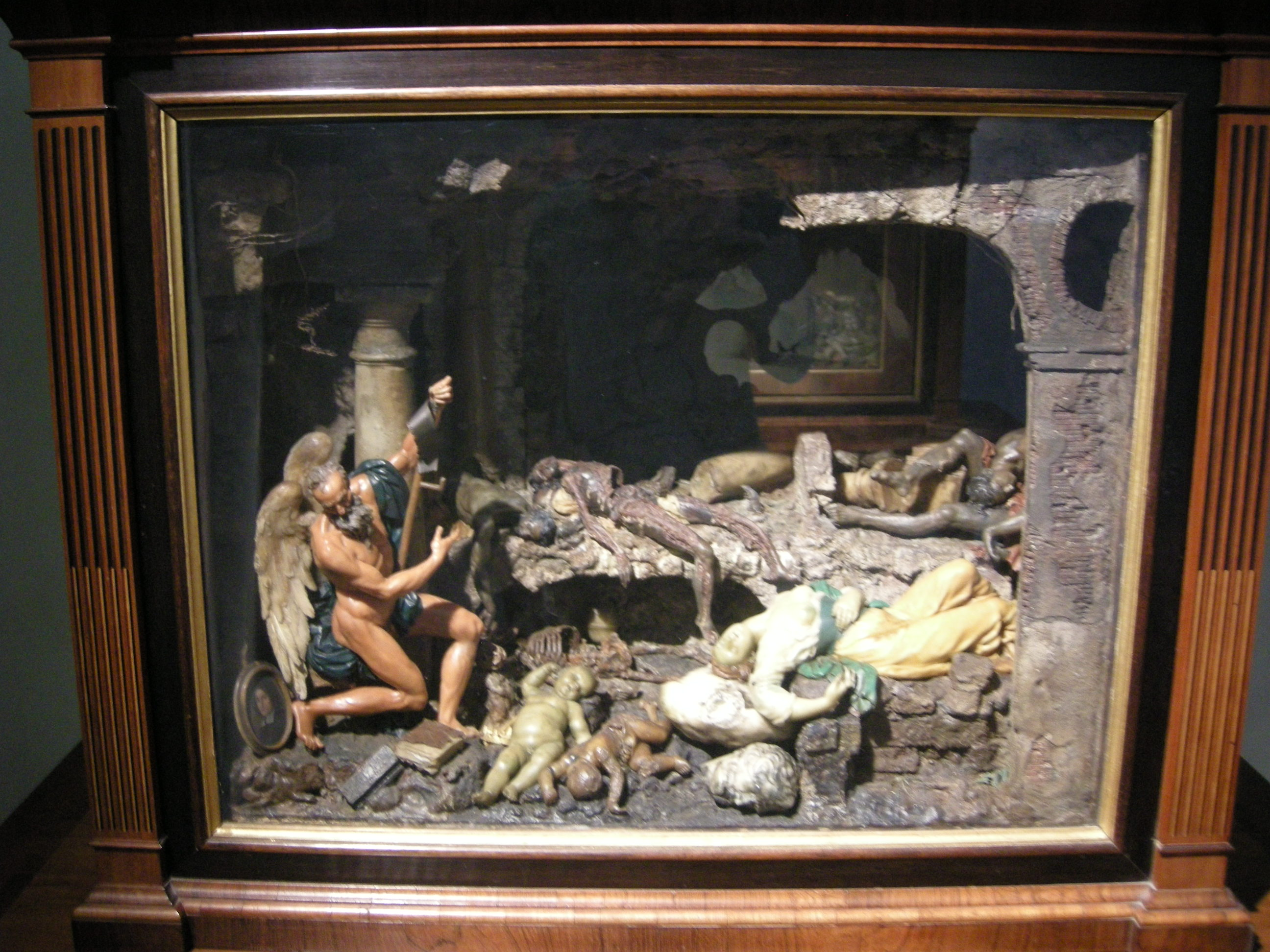
Trionfo del tempo
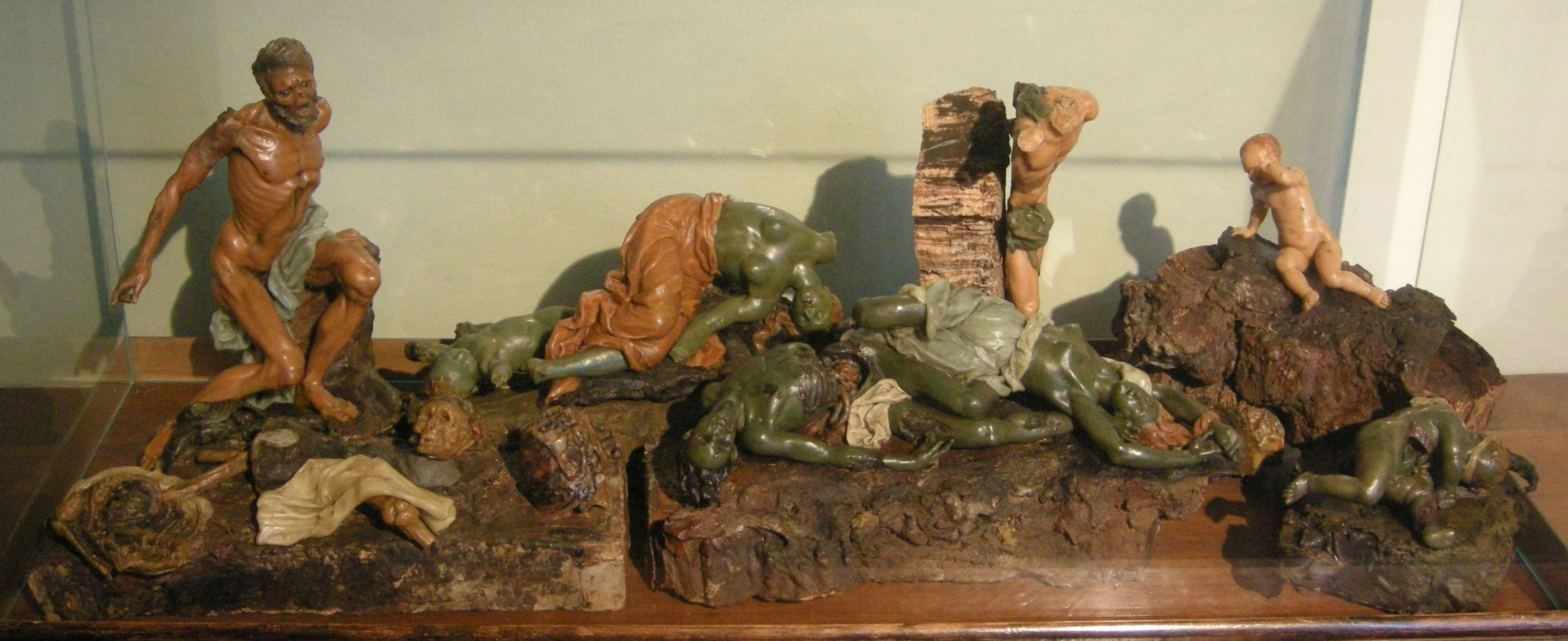
Mal Gallico
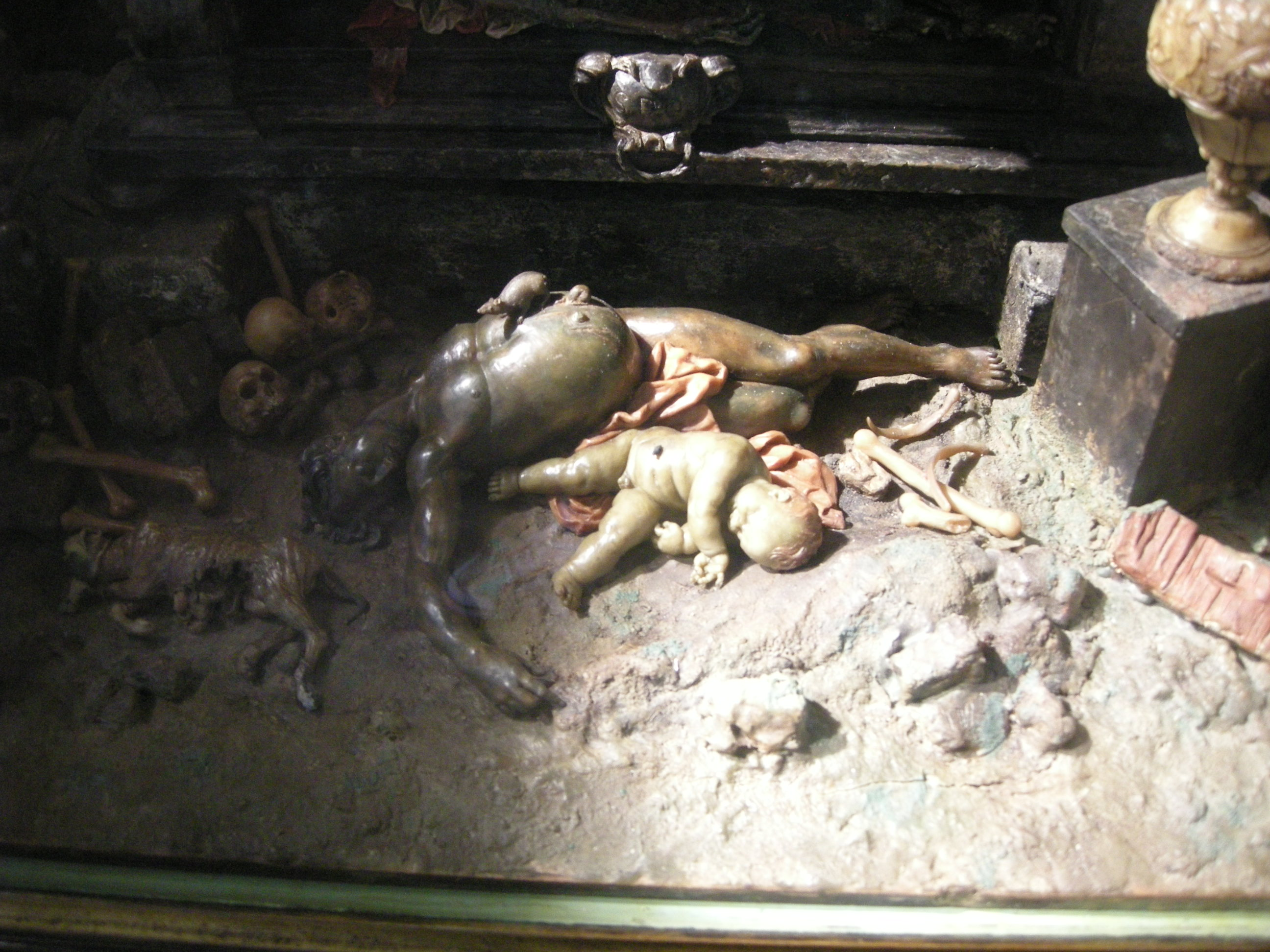
Corruzione dei corpi (particolare)

## Descrizione

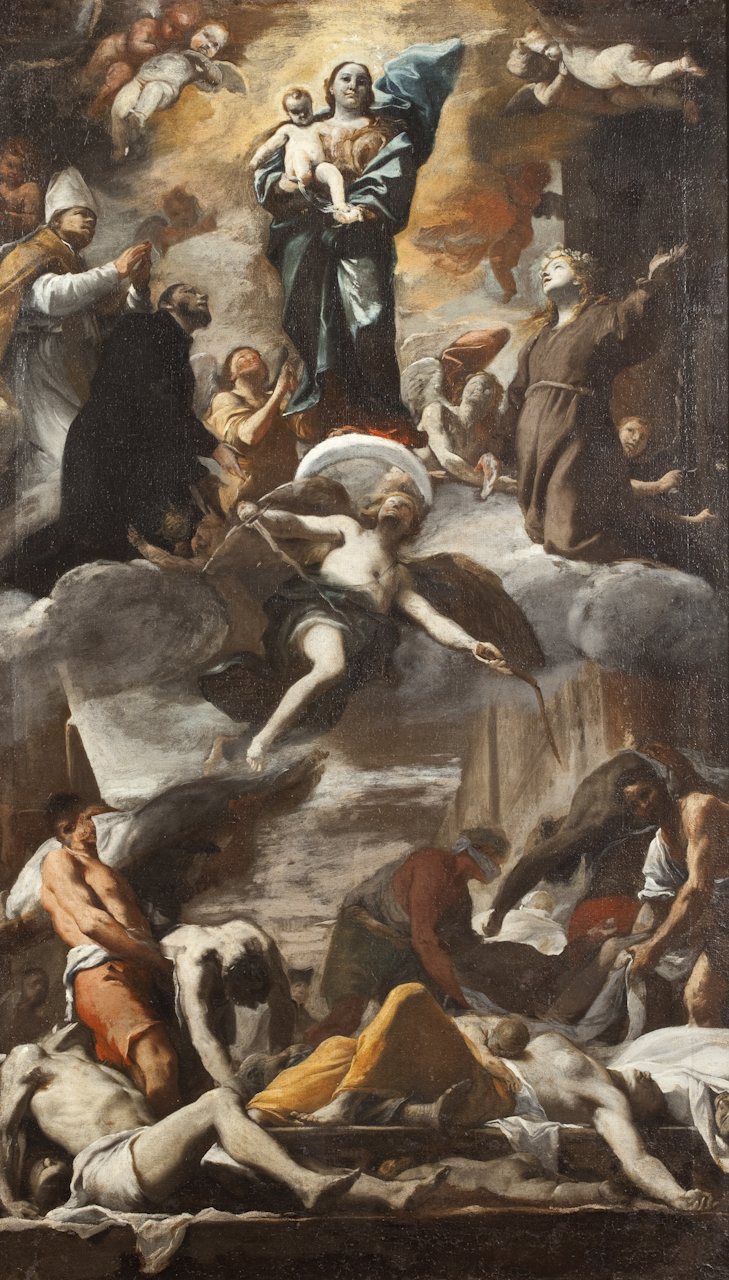
Mattia Preti, bozzetto per gli affreschi sulla peste di Napoli, 1657 ca., Napoli, Capodimonte

Benché lo Zumbo abbia dedicato parte significativa della sua attività di ceroplasta alla realizzazione di opere funzionali agli studi anatomici, il diorama della peste, come le altre tre analoghe composizioni fiorentine, risponde piuttosto a finalità artistiche e probabilmente rappresenta un memento mori, cioè un invito alla riflessione sulla caducità dell'esistenza terrena. È un tema frequente nell'arte barocca, stimolato dalle tante sciagure di quel tempo, tra le quali la peste è in primo piano.
All'interno di una quinta architettonica è ammassato un groviglio di morti - vecchi, giovani, bambini e finanche un animale - dalle posizioni scomposte: sono i corpi degli appestati falciati dal morbo che i monatti accatastano alla meglio. Entrando in scena dalla destra, infatti, un monatto porta, con visibile sforzo, un altro sventurato a rimpinguare l'orrendo e pietoso mucchio. Sul fondo della scatola, in leggero aggetto, vi è in rilievo (anch'esso in cera) un altro becchino che carica i morti su un carro e in più in lontananza, in un paesaggio spettrale, vediamo le fiamme di un falò (presumibilmente vi si ardono vesti e suppellettili dei defunti).
I corpi affastellati in primo piano sono di vari colori che indicano i diversi stadi di decomposizione cadaverica: dal giallognolo di chi è appena spirato al verde scuro di quelli prossimi alla putrefazione. Al centro della triste catasta umana accresce l'effetto raccapricciante della scena un cadavere rossastro ormai quasi del tutto scheletrito.
Lo spaventoso spettacolo che ci mostra Gaetano Zumbo non oblitera però la grandezza della sua arte: nelle pur ristrette dimensioni del diorama egli colloca un gran numero di personaggi ognuno definito nel minimo dettaglio. Alcuni particolari in effetti sono addirittura difficilmente percettibili ad occhio nudo: si ipotizza che il ceroplasta si avvalesse di lenti di ingrandimento e di strumenti di alta precisione. Anche la cromìa della composizione ne accentua l'effetto orrifico. È un altro aspetto dell'abilità dello Zumbo, maestro nella pigmentazione e nella miscelazione delle cere.
La ceroplastica della peste mostra, come rilevato, una complessiva assonanza con uno dei bozzetti di Mattia Preti per i perduti affreschi votivi sulle porte di Napoli, opera con la quale si colgono anche delle puntuali coincidenze rispetto ad alcuni dettagli. Infatti il monatto che porta un corpo verso il groviglio di cadaveri giacenti è quanto mai prossimo, sia pure con un effetto controparte della scultura rispetto al dipinto, alla corrispondente figura del Preti. Lo stesso dicasi del gruppo della madre morta con in grembo un infante (anche qui con la medesima resa in controparte).
È stato notato, infine, che la costruzione della composizione ricorda l'arte presepiale, allo Zumbo forse familiare: questo è un presepe infero, un incubo barocco.

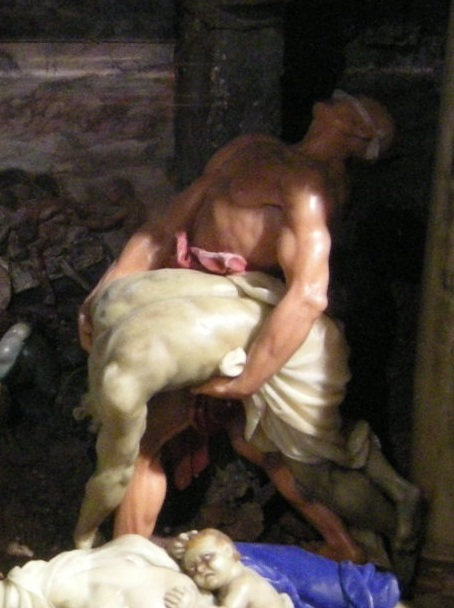
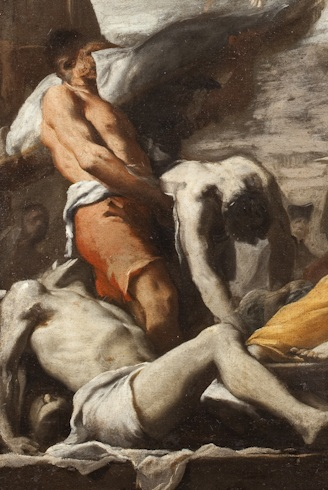
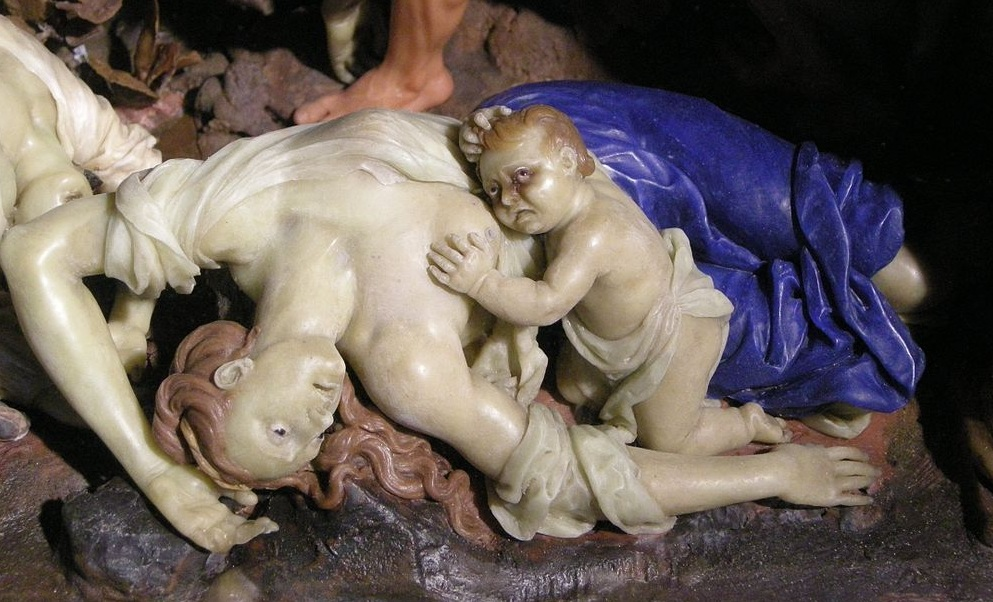
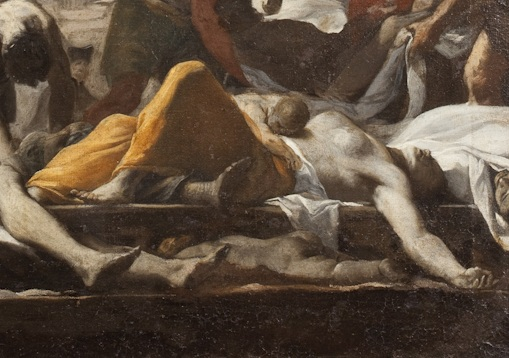